# Steven Van Zandt
Steven Van Zandt, rodným jménem Steven Lento (* 22. listopadu 1950 Winthrop, Massachusetts), je americký hudebník, hudební producent, skladatel, herec a diskžokej. Od roku 1975 s přestávkami působí ve skupině E Street Band. V neaktivním období skupiny nahrál několik sólových alb pod jménem Little Steven. Jeho nevlastním bratrem je herec a dramatik Billy Van Zandt.